# Gerbillus occiduus
Il gerbillo occidentale (Gerbillus occiduus  Lay, 1975) è un roditore della famiglia dei Muridi endemico del Marocco.

## Descrizione

### Dimensioni
Roditore di piccole dimensioni, con la lunghezza della testa e del corpo tra 75 e 99 mm, la lunghezza della coda tra 98 e 126 mm, la lunghezza del piede tra 28 e 31 mm, la lunghezza delle orecchie tra 10 e 16 mm.

### Aspetto
Le parti dorsali variano dal bruno-rossiccio al bruno-giallastro, la base dei peli è grigia, mentre le parti ventrali sono bianche. La linea di demarcazione lungo i fianchi è netta. Sono presenti una macchia bianca alla base posteriore di ogni orecchio e sopra ogni occhio, il quale è circondato anche da un sottile anello di peli scuri. Le orecchie hanno l'estremità leggermente brunastra. La coda è leggermente più lunga della testa e del corpo e termina con un piccolo ciuffo di lunghi peli marroni scuri. Il cariotipo è 2n=40 FN=76.

## Biologia

### Comportamento
È una specie terricola.

### Riproduzione
Danno alla luce 1-5 piccoli alla volta. 

## Distribuzione e habitat
Questa specie è conosciuta soltanto lungo la costa meridionale del Marocco
Vive nelle dune sabbiose con vegetazione sparsa.

## Conservazione
La IUCN Red List, considerate le poche informazioni riguardo alla sua distribuzione, l'ecologia e allo stato della popolazione, classifica G.occiduus come specie con dati insufficienti (DD).